# Stuttering (informatica)
In informatica lo Stuttering o Micro-Stuttering (propriamente lo spasmo o balbettio informatico) è un termine usato per descrivere un difetto di qualità che si manifesta con ritardi o tempi irregolari tra i fotogrammi resi da una o più GPU. Più raramente, lo stesso termine viene associato allo stesso comportamento mostrato dalla scheda audio, causando ritardi, pause irregolari ed interferenze al suono.

## Descrizione
Questo fenomeno può verificarsi indipendentemente dalla frequenza dei fotogrammi ed è caratterizzato dalla tempistica non costante degli stessi. Ad esempio, un fotogramma può impiegare anche il doppio del tempo rispetto al successivo, riproducendo un'immagine non fluida, soprattutto a frequenze ridotte. Nel caso in cui non venga generata un'immagine in tempo utile, viene riproposta quella precedente causando un rallentamento della scena. 
Il problema di stuttering si verifica quando il carico della GPU è elevato (prossimo al limite massimo della scheda video) e non costante (picchi di carico di brevissima durata), poiché con carichi decisamente superiori si ha un andamento a scatti dell'immagine. Alternativamente, può verificarsi nel caso in cui il processore od il sistema operativo del calcolatore non sia in grado di fornire in tempo i dati alla scheda video, a causa di una lunga coda di esecuzione dei comandi.
Il difetto può anche essere causato da driver non ottimizzati. In questo caso, le configurazioni mono-GPU tendono a soffrirne meno: infatti, possono generare un'uscita video più agevole rispetto a una configurazione multi-GPU che utilizza lo stesso modello di scheda video, in quanto in queste ultime spesso si utilizza l'Alternate Frame Rendering (AFR), come NVidia SLi e AMD CrossFireX.

## Soluzioni
Nella maggior parte dei casi, il problema si risolve con l'aggiornamento dei driver, (è importante scaricare il driver dal sito web del produttore). Se si utilizzano schede grafiche AMD in CrossFire, il programma RadeonPro (un programma di terza parti) può ridurre o eliminare questi difetti. Un’altra soluzione al problema dello stuttering può essere quella di limitare il carico sulla GPU, diminuendo la risoluzione grafica per rendere il flusso più fluido possibile: ciò è possibile, ad esempio, disattivando il filtro anti-aliasing, riducendo gli shader (ossia gli algoritmi che calcolano la reazione della luce di fronte agli oggetti 3D) o il calcolo delle texture.
In alcuni casi estremi, potrebbe essere necessario aggiornare le componenti del proprio elaboratore, tra cui processore, RAM o GPU che spesso fungono da colli di bottiglia (bottleneck) durante il flusso dei dati da calcolare.